# Arctogadus glacialis
Cabillaud arctique
Espèce
Le Cabillaud arctique (Arctogadus glacialis) est une espèce de poissons marins d'eau profonde, étroitement apparenté au vrai cabillaud (du genre Gadus). Il a plusieurs noms communs, dont « morue polaire » et « cabillaud du Groenland ». Cependant, une autre espèce, Boreogadus saida, partage aussi les noms communs de « cabillaud arctique » et de « morue polaire », pendant que le nom de « cabillaud du Groenland » s'applique en outre à l'espèce Gadus ogac.
Il est largement distribué dans la partie occidentale de la cuvette arctique, et également sur les côtes nord-ouest et nord-est du Groenland. Son habitat se situe entre 85 ° et 72° de latitude nord. On peut trouver le cabillaud arctique à des profondeurs allant
jusqu'à 1 000 m et souvent sous la glace.
D'une apparence argentée, il peut croître jusqu'à 30 centimètres de longueur. Il ne possède pas les barbillons sous le menton d'autres espèces de cabillaud.
Les cabillauds arctiques se nourrissent d'invertébrés, comme des crabes et des mollusques, aussi bien que de poissons plus petits. Ils sont mangés à leur tour par les narvals, les phoques et d'autres poissons et forment une partie importante de la chaîne alimentaire de l'Arctique. L'espèce n'a qu'une valeur commerciale restreinte.

## Source
- (en) Cet article est partiellement ou en totalité issu de l’article de Wikipédia en anglais intitulé « Arctogadus glacialis » (voir la liste des auteurs).